# Beverley
Beverley este un oraș în comitatul East Riding of Yorkshire, regiunea East, Anglia. Este reședința autorității unitare East Riding of Yorkshire. 

## Personalități născute aici
- Ken Annakin (1914 - 2009), regizor de film.

1. ↑   http://www.citypopulation.de/php/uk-england-yorkshireandthehumber.php?cityid=E34000313 Lipsește sau este vid: |title= (ajutor)